# Vinoterapia
Il termine vinoterapia nasce dalla fusione della parola "terapia" con la parola "vino", ma questo non deve indurre a pensare che si tratti di un trattamento medico.

## Origini
La vinoterapia è stata sviluppata nella regione di Graves, vicino a Bordeaux (Francia), dove si trovano alcune tra le più antiche aziende vinicole in Europa.

I loro precursori sono stati Mathilde Cathiard  e Bertrand Thomas. Questo trattamento si è esteso in tutto il mondo, non solo in Francia ma anche in altri paesi come Spagna, Italia, Argentina o Brasile.

## Efficacia
Il vino, opportunamente miscelato con altre sostanze come il succo di limone, varie erbe aromatiche, ecc., avrebbe qualche effetto come, per esempio, arrestare la caduta dei capelli. Sulla pelle avrebbe un'azione antibatterica, calmante, emolliente, antirughe.
Fin dall'antichità si è pensato che il vino e l'uva potessero avere delle proprietà terapeutiche. Secondo i fautori di questa disciplina, è nella fermentazione dell'uva che si formano gli ingredienti di tali supposte benefiche azioni, quali:
- Fitoalessine come il resveratrolo
- Bioflavonoidi come le proantocianidine
- Polifenoli come la quercetina e i tannini
- Acidi organici come l'acido tartarico.

Le fitoalessine, la cui parola definisce l'azione (deriva da phyton = pianta e alexein = difendere) sono quelle sostanze che nella pianta funzionano come protettori antiossidanti.
Il resveratrolo contenuto nella Vitis vinifera è un concentrato della buccia della qualità di uve rosse; la sua concentrazione nel vino dipende dal tempo di immersione della buccia d'uva durante il processo di fermentazione. È nel vino rosso che troviamo la fonte più concentrata di resveratrolo perché nel vino rosso il tempo più prolungato di fermentazione qualifica la ricchezza del prezioso principio attivo, a differenza del vino bianco le cui bucce vengono asportate prima.

## Trattamento
Il trattamento di vinoterapia inizia con un peeling completo per preparare la pelle, eliminando la pelle morta e dilatando i pori.
Il vino contiene antiossidanti. Gli antiossidanti hanno la proprietà di neutralizzare i radicali liberi. I radicali liberi sono responsabili dell'ossidazione delle cellule della pelle, che così invecchiano. In questo processo compaiono più rughe, macchie e la pelle perde la sua consistenza.
I fautori della vinoterapia affermano che gli effetti di essa, oltre a ringiovanire la pelle, migliorarne il tono e idratare, garantiscono una maggiore tonicità ai muscoli delle braccia e, in generale, una maggiore consistenza dei seni.

## Vini più utilizzati
- Lambrusco: ricco di minerali, aiuta la conservazione della pelle
- Sauvignon: ha proprietà calmanti. Viene utilizzato abitualmente per i massaggi
- Chianti: ha proprietà rilassanti
- Cabernet o Merlot: aiutano ad eliminare le cellule morte della pelle

## Diffusione
Il crescente interesse per la cultura del vino, che ha sviluppato negli ultimi anni un turismo enogastronomico, ha portato a rivalutare l'impiego delle sue proprietà in altri ambiti non legati al senso del gusto.
Moltissime strutture turistiche in tutta Europa offrono trattamenti di vinoterapia, soprattutto in Spagna, Francia e Italia.
La concentrazione delle offerte turistiche legate alla vinoterapia si ha nelle zone che contano una maggior concentrazione di aziende vinicole e che possono vantare produzioni anche di vini pregiati.